# Lepersonnite-(Gd)
La lepersonnite-(Gd) è un minerale.